# Municipio de Grant (condado de Ringgold)
El municipio de Grant (en inglés: Grant Township) es un municipio ubicado en el condado de Ringgold en el estado estadounidense de Iowa. En el año 2010 tenía una población de 128 habitantes y una densidad poblacional de 1,45 personas por km².

## Geografía
El municipio de Grant se encuentra ubicado en las coordenadas 40°46′35″N 94°25′28″O / 40.77639, -94.42444. Según la Oficina del Censo de los Estados Unidos, el municipio tiene una superficie total de 88.53 km², de la cual 88,03 km² corresponden a tierra firme y (0,57 %) 0,5 km² es agua.

## Demografía
Según el censo de 2010, había 128 personas residiendo en el municipio de Grant. La densidad de población era de 1,45 hab./km². De los 128 habitantes, el municipio de Grant estaba compuesto por el 98,44 % blancos, el 1,56 % eran amerindios. Del total de la población el 1,56 % eran hispanos o latinos de cualquier raza.